# Saison 1 de Major Crimes
Chronologie
Saison 2
Cet article présente les épisodes de la première saison de la série télévisée américaine Major Crimes.

## Distribution

### Acteurs principaux
- Mary McDonnell (VF : Véronique Augereau) : Capitaine Sharon Raydor
- G. W. Bailey (VF : Jean-Claude De Goros) : Lieutenant Louie Provenza
- Anthony Denison (VF : Érik Colin) : Lieutenant Andy Flynn
- Michael Paul Chan (VF : Olivier Destrez) : Lieutenant Michael dit « Mike » Tao
- Raymond Cruz (VF : Jérôme Rebbot) : Inspecteur Julio Sanchez
- Phillip P. Keene (VF : Patrick Delage) : Buzz Watson
- Kearran Giovanni (VF : Marie Zidi) : Inspectrice Amy Sykes
- Graham Patrick Martin (VF : Thomas Sagols) : Rusty Beck

### Acteurs récurrents et invités
- Robert Gossett (VF : Benoît Allemane) : Assistant Chef Russell Taylor
- Jon Tenney (VF : Bernard Lanneau) : Agent spécial du FBI Fritz Howard
- Jonathan Del Arco (VF : Laurent Morteau) : Dr Morales
- Ransford Doherty (VF : Yann Peira) : Kendall
- Kathe Mazur (VF : Pauline Larrieu) : Substitut Andrea Hobbs
- Anthony Ruivivar : Ozzy Michaels (épisode 3 et 6)
- Necar Zadegan : Roma Strauss (épisode 4)
- Eric Lange : Jeremy Dunbar (épisode 8)
- Dylan Minnette : Avi Strauss (épisode 4)
- Sprague Grayden : Laura Elkins (épisode 8)

## Épisodes

### Épisode 1:La Remplaçante
- États-Unis : 13 août 2012 sur TNT
- Québec : 30 mai 2013 sur Séries+[1]
- Belgique : 3 juillet 2014 sur La Une[2]
- Suisse : 27 avril 2015 sur RTS Un[3]
- France : 4 mai 2015 sur France 2[4]

- États-Unis : 7,18 millions de téléspectateurs[5] (première diffusion)
- France : 3,76 millions de téléspectateurs[6] (première diffusion)

- Jon Tenney : Agent spécial du FBI Fritz Howard

### Épisode 2:Avant-après
- États-Unis : 20 août 2012 sur TNT
- Québec : 6 juin 2013 sur Séries+[7]
- Belgique : 3 juillet 2014 sur La Une
- Suisse : 28 avril 2015 sur RTS Un
- France : 4 mai 2015 sur France 2

- États-Unis : 5,40 millions de téléspectateurs[8] (première diffusion)
- France : 3,17 millions de téléspectateurs[6] (première diffusion)

### Épisode 3:Pour raisons médicales
- États-Unis : 27 août 2012 sur TNT
- Québec : 13 juin 2013 sur Séries+[9]
- Belgique : 10 juillet 2014 sur La Une
- Suisse : 29 avril 2015 sur RTS Un
- France : 4 mai 2015 sur France 2

- États-Unis : 5,74 millions de téléspectateurs[10] (première diffusion)
- France : 2,65 millions de téléspectateurs[6] (première diffusion)

- Anthony Ruivivar : Ozzy Michaels

### Épisode 4:Une histoire de famille
- États-Unis : 3 septembre 2012 sur TNT
- Québec : 20 juin 2013 sur Séries+[11]
- Belgique : 10 juillet 2014 sur La Une
- Suisse : 30 avril 2015 sur RTS Un
- France : 11 mai 2015 sur France 2

- États-Unis : 5,87 millions de téléspectateurs[12] (première diffusion)
- France : 3,11 millions de téléspectateurs[13] (première diffusion)

- Necar Zadegan : Roma Strauss
- Dylan Minnette : Avi Strauss
- Michael Weatherly : Arthur Woodson

### Épisode 5:Comme une traînée de poudre
- États-Unis : 10 septembre 2012 sur TNT
- Québec : 27 juin 2013 sur Séries+[14]
- Belgique : 17 juillet 2014 sur La Une
- Suisse : 1er mai 2015 sur RTS Un
- France : 11 mai 2015 sur France 2

- États-Unis : 4,96 millions de téléspectateurs[15] (première diffusion)
- France : 2,82 millions de téléspectateurs[13] (première diffusion)

### Épisode 6:Sur la touche
- États-Unis : 17 septembre 2012 sur TNT
- Québec : 4 juillet 2013 sur Séries+[16]
- Belgique : 17 juillet 2014 sur La Une
- Suisse : 4 mai 2015 sur RTS Un
- France : 11 mai 2015 sur France 2

- États-Unis : 4,67 millions de téléspectateurs[17] (première diffusion)
- France : 2,48 millions de téléspectateurs[13] (première diffusion)

### Épisode 7:Pour la bonne cause
- États-Unis : 24 septembre 2012 sur TNT
- Québec : 11 juillet 2013 sur Séries+[18]
- Belgique : 24 juillet 2014 sur La Une
- Suisse : 5 mai 2015 sur RTS Un
- France : 18 mai 2015 sur France 2

- États-Unis : 4,30 millions de téléspectateurs[19] (première diffusion)
- France : 3,22 millions de téléspectateurs[20] (première diffusion)

### Épisode 8:Non-lieu
- États-Unis : 1er octobre 2012 sur TNT
- Québec : 18 juillet 2013 sur Séries+
- Belgique : 24 juillet 2014 sur La Une
- Suisse : 6 mai 2015 sur RTS Un
- France : 18 mai 2015 sur France 2

- États-Unis : 4,17 millions de téléspectateurs[21] (première diffusion)
- France : 3,15 millions de téléspectateurs[20] (première diffusion)

Huit ans après sa condamnation pour l'assassinat de Helen Reichman, Will Reichman, le mari de celle-ci, est innocenté à la suite de nouveaux éléments de preuve médico-légale et de la rétractation du seul témoin, sa fille Lydia Reichman, âgée de dix ans à l'époque. À nouveau libre, l'homme poursuit en justice la police et le lieutenant Tao, chef de l'enquête en 2004. Les Crimes Majeurs ont repris l'affaire pour comprendre ce qui est arrivé et aider Michael, très impliqué émotionnellement.

### Épisode 9:Bien mal acquis
- États-Unis : 8 octobre 2012 sur TNT
- Québec : 25 juillet 2013 sur Séries+
- Belgique : 31 juillet 2014 sur La Une
- Suisse : 7 mai 2015 sur RTS Un
- France : 18 mai 2015 sur France 2

- États-Unis : 4,33 millions de téléspectateurs[22] (première diffusion)
- France : 2,66 millions de téléspectateurs[20] (première diffusion)

- Eric Lange : Jeremy Dunbar
- Sprague Grayden : Laura Elkins

### Épisode 10:Sous tutelle
- États-Unis : 15 octobre 2012 sur TNT
- Québec : 1er août 2013 sur Séries+
- Belgique : 31 juillet 2014 sur La Une
- Suisse : 8 mai 2015 sur RTS Un
- France : 25 mai 2015 sur France 2

- États-Unis : 5,13 millions de téléspectateurs[23] (première diffusion)
- France : 3,59 millions de téléspectateurs[24] (première diffusion)

## Audiences aux États-Unis
| N° d'épisode | Titre original            | Titre en français           | Chaîne | Date de diffusion originale | États-Unis (en millions de téléspectateurs) |
| ------------ | ------------------------- | --------------------------- | ------ | --------------------------- | ------------------------------------------- |
| 1            | Reloaded                  | La remplaçante              | TNT    | 13 août 2012                | 7.18                                        |
| 2            | Before and After          | Avant-après                 | TNT    | 20 août 2012                | 5.40                                        |
| 3            | Medical Causes            | Pour raisons médicales      | TNT    | 27 août 2012                | 5.74                                        |
| 4            | The Ecstasy and the Agony | Une histoire de famille     | TNT    | 3 septembre 2012            | 5.87                                        |
| 5            | Citizen's Arrest          | Comme une traînée de poudre | TNT    | 10 septembre 2012           | 4.96                                        |
| 6            | Out of Bounds             | Sur la touche               | TNT    | 17 septembre 2012           | 4.67                                        |
| 7            | The Shame Game            | Pour la bonne cause         | TNT    | 24 septembre 2012           | 4.30                                        |
| 8            | Dismissed with Prejudice  | Non-lieu                    | TNT    | 1er octobre 2012            | 4.17                                        |
| 9            | Cheaters Never Prosper    | Bien mal acquis             | TNT    | 8 octobre 2012              | 4.33                                        |
| 10           | Long Shot                 | Sous tutelle                | TNT    | 15 octobre 2012             | 5.13                                        |

## Audiences en France
| N° d'épisode | Titre en français           | Chaîne   | Date de diffusion originale | États-Unis (en millions de téléspectateurs) |
| ------------ | --------------------------- | -------- | --------------------------- | ------------------------------------------- |
| 1            | La remplaçante              | France 2 | 4 mai 2015                  | 3.76                                        |
| 2            | Avant-après                 | France 2 | 4 mai 2015                  | 3.17                                        |
| 3            | Pour raisons médicales      | France 2 | 4 mai 2015                  | 2.65                                        |
| 4            | Une histoire de famille     | France 2 | 11 mai 2015                 | 3.11                                        |
| 5            | Comme une traînée de poudre | France 2 | 11 mai 2015                 | 2.82                                        |
| 6            | Sur la touche               | France 2 | 11 mai 2015                 | 2.48                                        |
| 7            | Pour la bonne cause         | France 2 | 18 mai 2015                 | 3.22                                        |
| 8            | Non-lieu                    | France 2 | 18 mai 2015                 | 3.15                                        |
| 9            | Bien mal acquis             | France 2 | 18 mai 2015                 | 2.66                                        |
| 10           | Sous tutelle                | France 2 | 25 mai 2015                 | 3.59                                        |